# Rhyacophila betteni
Rhyacophila betteni là một loài Trichoptera trong họ Rhyacophilidae. Chúng phân bố ở miền Tân bắc.